# Лемківська ватра на чужині
Лемківська ватра на чужині (лемк. Лемківска Ватра на Чужыні) — щорічний культурний захід, який збирає лемківська громада, переважно, з Нижньої Сілезії, але й також зі всього світу. Уперше була організована в 1980 році.
Проводиться щороку в перші вихідні серпня в Михалові. Ватра триває три дні — п'ятниця, субота і неділя. Складається із виступів лемківських фольклорних колективів та представників інших етнографічних груп, зустрічей з майстрами, показів документальних фільмів, майстер-класів, виставок.
Фестиваль організовує Стоваришіня лемків, лемківська громадська організація, яка входить до «Світової ради русинів». Метою Ватри організатори заявляють презентацію та розвиток культури лемків, а також русинської культури з усієї Європи та світу. Ватра в Михалові відокрелює лемків від загальноукраїнської спільноти, і це відрізняє її від Лемківської ватри в Ждині, яку  організовує проукраїнське Об'єднання лемків.